# هنري لويس ستيفنز
هنري لويس ستيفنز (بالإنجليزية: Henry Louis Stephens)‏ هو رسام توضيحي ورسام كارتون أمريكي، ولد في 11 فبراير 1824 في فيلادلفيا في الولايات المتحدة، وتوفي في 13 ديسمبر 1883 في بايون في الولايات المتحدة.